# Rudolph Woldemar Rømeling
Rudolph Woldemar Rømeling (1704 i Holsten – 4. maj 1776) var en dansk officer, bror til Jobst Conrad og Hans Henrik Rømeling.
Han var søn af generalløjtnant Patroclus Rømeling og født i Holsten. Han blev sekondløjtnant ved faderens gevorbne regiment 1723, i 1726 tillige konduktør ved Ingeniøretaten, 1728 premierløjtnant i regimentet, 1733 karakteriseret kaptajn, 1734 virkelig kaptajn og kompagnichef, 1746 karakteriseret major, 1753 fik han rang med majorer af garderne med anciennitet fra 1746 og blev samtidig ingeniørmajor, 1756 fik han obersts karakter med anciennitet fra 1750, og 1761 blev han chef for 2. smaalenske nationale Infanteriregiment, som han 1765 byttede med 1. smaalenske Regiment. Imidlertid var han 1762 blevet udnævnt til generalmajor, blev 1773 generalløjtnant og 1774 hvid ridder. Sammme år blev han med bibehold af regimentskommandoen kommandant i Frederiksstad. Han døde 4. maj 1776.
Rømeling købte 1749 gården Fuglevig på Kragerøen ved Frederiksstad og ejede derhos en mindre gård i Frederiksstad by. Han blev gift 1. gang (ca. 1736) med Anne Cathrine f. Olsen og 2. gang (1757) med Ulrikke Eleonora f. de Ulrichsdal (1736-1775), datter af general Wilhelm de Ulrichsdal.